# Чемпіонат світу з боксу 2017
19-й Чемпіонат світу з боксу проходив у Гамбурзі, Німеччина з 25 серпня по 2 вересня 2017 року на арені «Alsterdorfer Sporthalle». Участь взяли 279 спортсмена з 85 країн.
Україну представляли: Назар Куротчин, Дмитро Замотаєв, Микола Буценко, Юрій Шестак, Євген Барабанов, Олександр Хижняк, Рамазан Муслімов, Віктор Вихрист.

## Результати

### Медальний залік
| Місце   | Країна         | Золото | Срібло | Бронза | Загалом |
| ------- | -------------- | ------ | ------ | ------ | ------- |
| 1       | Куба           | 5      | 2      | 0      | 7       |
| 2       | Узбекистан     | 1      | 3      | 2      | 6       |
| 3       | Казахстан      | 1      | 2      | 3      | 6       |
| 4       | Азербайджан    | 1      | 0      | 1      | 2       |
| 5       | Франція        | 1      | 0      | 0      | 1       |
| 5       | Україна        | 1      | 0      | 0      | 1       |
| 7       | США            | 0      | 1      | 2      | 3       |
| 8       | Росія          | 0      | 1      | 1      | 2       |
| 9       | Ірландія       | 0      | 1      | 0      | 1       |
| 10      | Вірменія       | 0      | 0      | 1      | 1       |
| 10      | Австралія      | 0      | 0      | 1      | 1       |
| 10      | Камерун        | 0      | 0      | 1      | 1       |
| 10      | Колумбія       | 0      | 0      | 1      | 1       |
| 10      | Еквадор        | 0      | 0      | 1      | 1       |
| 10      | Англія         | 0      | 0      | 1      | 1       |
| 10      | Грузія         | 0      | 0      | 1      | 1       |
| 10      | Німеччина      | 0      | 0      | 1      | 1       |
| 10      | Індія          | 0      | 0      | 1      | 1       |
| 10      | Монголія       | 0      | 0      | 1      | 1       |
| 10      | Південна Корея | 0      | 0      | 1      | 1       |
| Загалом | Загалом        | 10     | 10     | 20     | 40      |

### Медалісти
| Вагова категорія   | Золото                | Срібло                  | Бронза                    |
| ------------------ | --------------------- | ----------------------- | ------------------------- |
| Перша найлегша     | Хоаніс Архілагос      | Хасанбой Дусматов       | Жомарт Єржан              |
| Перша найлегша     | Хоаніс Архілагос      | Хасанбой Дусматов       | Юберхен Мартінес          |
| Найлегша           | Йосвані Вейтія        | Жасурбек Латіпов        | Тамір Галанов             |
| Найлегша           | Йосвані Вейтія        | Жасурбек Латіпов        | Кім Ін Куй                |
| Легша              | Кайрат Єралієв        | Дюк Рейган              | Пітер Макгрейл            |
| Легша              | Кайрат Єралієв        | Дюк Рейган              | Гаурав Бідхурі            |
| Легка              | Софьян Уміа           | Лазаро Альварес         | Отар Ераносян             |
| Легка              | Софьян Уміа           | Лазаро Альварес         | Доржнямбуугийн Отгондалай |
| Перша напівсередня | Енді Круз Гомес       | Ікболжон Холдаров (UZB) | Фреудіс Рохас             |
| Перша напівсередня | Енді Круз Гомес       | Ікболжон Холдаров (UZB) | Оганес Бачков             |
| Напівсередня       | Шахрам Гіясов         | Роніель Іглесіас        | Аблайхан Жусупов          |
| Напівсередня       | Шахрам Гіясов         | Роніель Іглесіас        | Абас Барау                |
| Середня            | Олександр Хижняк      | Абільхан Аманкул        | Камран Шахсуварлі         |
| Середня            | Олександр Хижняк      | Абільхан Аманкул        | Трой Айслі                |
| Напівважка         | Хуліо Сезар Ла Круз   | Джо Ворд                | Карлос Міна               |
| Напівважка         | Хуліо Сезар Ла Круз   | Джо Ворд                | Бектемір Мелікузієв       |
| Важка              | Ерісланді Савон       | Євген Тищенко           | Санжар Турсунов           |
| Важка              | Ерісланді Савон       | Євген Тищенко           | Василь Левіт              |
| Надважка           | Магомедрасул Маджидов | Камшибек Кункабаєв      | Фоку Арсен                |
| Надважка           | Магомедрасул Маджидов | Камшибек Кункабаєв      | Джозеф Гудалл             |